# Besarabija
Besarabija (rumunjski: Basarabia, ukrajinski: Бесарабія, njemački: Bessarabien, ruski:Бессарабия) je povijesna pokrajina smještena većim dijelom u Moldaviji, a manjim južnim dijelom u Ukrajini. 

## Zemljopis
Pokrajina je omeđena rijekama Dnjestar na sjeveru i istoku, Prut na zapadu i Dunav te Crno more na jugu. Ima oko 45.600 km². Prostor je uglavnom obilježen ravnicama i stepom na jugoistoku te manjim gorjem u zapadnim krajevima. 
Besarabija ima vrlo plodnu zemlju pogodnu za poljoprivredu. Ljudi se bave proizvodnjom šećera, suncokreta, pšenice, kukuruza, duhana, vina, voća i grožđa. Od domaćih životinja najzastupljenije su ovce i goveda. Poljoprivreda je glavna grana industrije.

## Povijest
Prostore Besarabije u srednjem vijeku su nastanjivali mnogobrojni narodi, posebno Slaveni s ukrajinskih prostora poput plemena Tiveraca i Bijelih Hrvata. Taj je dio teritorija pripao Kijevskoj Rusi u 10. stoljeću, zatim Galičko-Volinjskom Kraljevstvu u 13. stoljeću. Regija od srednjovjekovlja ima brojnu slavensku populuaciju koja se kroz stoljeća smanjivala i miješala s Mađarima, Vlasima, Rumunjima i drugim narodima u sve multikulturalniju entičku sredinu. 
Ime Besarabija proizlazi iz vlaške plemićke obitelji Besarab, koja je tim prostorima zavladala u 14. stoljeću. Na istom prostoru nešto kasnije je bila prisutna i dominacija Turaka. Na prostoru Besarabije su vođene česte kozačke bitke, a krajem 18. stoljeća ruska carica je ukinula autonomiju Zaporoških kozaka u središnjoj Ukrajini. Ukrajinci su tada ponovno u novim valovima nastanili južnu Besarabiju uz ušće Dunava. Upravo je Besarabija razdjeljivala civilizaciju Slavena i Turaka u 17. odnosno 18. stoljeću. 
Na samom početku 19. stoljeća Besarabija je postala dijelom Ruskog Carstva po Bukureštanskom sporazumu iz 1812. godine, ujedno kao rezultat rusko-turskog rata u rzadoblju između 1806. i 1812. godine. Nakon Ruske revolucije, godine 1918. Besarabija se ujedinila s Rumunjskom, ali ju je na osnovu tajnog sovjetsko-nacističkog pakta anektirao SSSR nakon dvadeset i dvije godine. 
Ukrajinci i Rusi bezuvjetno su pretendirali na potpuno zauzimanje Besarabije jer su na tom prostoru oduvijek živjeli Slaveni. Do danas se smatra da veći dio romaniziranog stanovništva Besarabije ima slavenske korijene i to se može primijetiti u njihovoj fizionomiji i kulturi. Moldavci imaju nešto svjetliju put od Rumunja, njihova kultura ima dosta slavenskih karakteristika, no isto tako imaju dosta značajki s Rumunjima. 
Kada se u invaziji na Sovjetski Savez 1941. godine Rumunjska pridružila nacističkoj Njemačkoj, ona je ponovo prigrabila tu pokrajinu. Kada je 1944. godine u tu oblast ušla Crvena armija, stvorena je Moldavska Sovjetska Socijalistička Republika. Moldova je trebala izbalansirati povijesne romansko-slavenske kontroverze na tom prostoru, no danas su Moldavci skloniji pripajanju Rumunjskoj, posebeno zbog jezika i sovjetske represije.

## Popis stanovništva u 20. stoljeću
Ruski popis stanovništva iz 1817. godine; (ukupno 482.000 stanovnika);
- 83.848 rumunjskih obitelji (86%)
- 6.000 rusinske (ukrajinske) obitelji (6,5%)
- 3.826 židovskih obitelji (1,5%)
- 1.200 lipovanskih obitelji (1,5%)
- 640 grčkih obitelji (0,7%)
- 530 armenskih obitelji (0,6%)
- 241 bugarskih obitelji (0,25%)
- 241 gagauskih obitelji (0,25%)

Ruski popis stanovništva iz 1856. godine; (ukupno 990.000 stanovnika);
- 736.000 Rumunji (74%)
- 119.000 Ukrajinci (12%)
- 79.000 Židovi (8%)
- 47.000 Bugari i Gagauzi (5%)
- 24.000 Nijemci (2,4%)
- 11.000 Romi (1,1%)
- 6.000 Rusi (0.6%)

Ruski popis stanovništva iz 1897. godine; (ukupno 1.935.412 stanovnika); podjela prema materinjem jeziku;
- 920.919 moldavski i rumunjski (47,6%)
- 379.698 ukrajinski (19,6%)
- 228.168 hebrejski (11,8%)
- 155.774 ruski (8%)
- 103.225 bugarsku (5,3%)
- 60.026 njemački (3,1%)
- 55.790 turski (2,9%)

### Gradovi
Glavni grad regije je Chisinau, glavni grad Moldave, zatim tu su Izmail, Bilhorod-Dnistrovs'kyi (povijesno znan kao  Cetatea Alba i Akkerman). Drugi povijesni i upravni gradovi su Khotyn, Lipcani, Briceni, Soroca, Balti, Orhei, Ungheni, Bender/Tighina, Cahul, Renija i Kilia.